# Poecilochroa vittata
Poecilochroa vittata är en spindelart som beskrevs av Kulczynski 1911. Poecilochroa vittata ingår i släktet Poecilochroa och familjen plattbuksspindlar. Inga underarter finns listade i Catalogue of Life.